# Amphilophus rostratus
Amphilophus rostratus är en fiskart som först beskrevs av Gill, 1877.  Amphilophus rostratus ingår i släktet Amphilophus och familjen Cichlidae. Inga underarter finns listade i Catalogue of Life.